# 11958 Galiani
A 11958 Galiani (ideiglenes jelöléssel 1994 EJ7) a Naprendszer kisbolygóövében található aszteroida. Eric Walter Elst fedezte fel 1994. március 9-én.